# Patrick de Lucca
Patrick de Lucca Chaves de Oliveira, noto semplicemente come Patrick de Lucca (San Paolo, 2 marzo 2000), è un calciatore brasiliano, difensore o centrocampista del Cuiabá.

## Caratteristiche tecniche
È un centrocampista difensivo che può giocare anche al centro della difesa.

## Carriera
Cresciuto nel settore giovanile del Palmeiras, nel 2020 viene ceduto a titolo definitivo al Bahia; debutta fra i professionisti il 13 febbraio 2021 giocando l'incontro di Série A pareggiato 1-1 contro l'Atlético Mineiro.
Il 6 marzo realizza la sua prima rete nel match di Copa do Nordeste pareggiato 1-1 contro il Botafogo-PB e tre settimane più tardi rinnova il proprio contratto fino a dicembre 2022.

## Statistiche

### Presenze e reti nei club
Statistiche aggiornate al 5 maggio 2021.
| Stagione        | Squadra         | Campionato      | Campionato | Campionato | Coppe nazionali | Coppe nazionali | Coppe nazionali | Coppe continentali | Coppe continentali | Coppe continentali | Altre coppe | Altre coppe | Altre coppe | Totale | Totale |
| Stagione        | Squadra         | Comp            | Pres       | Reti       | Comp            | Pres            | Reti            | Comp               | Pres               | Reti               | Comp        | Pres        | Reti        | Pres   | Reti   |
| --------------- | --------------- | --------------- | ---------- | ---------- | --------------- | --------------- | --------------- | ------------------ | ------------------ | ------------------ | ----------- | ----------- | ----------- | ------ | ------ |
| 2020            | Bahia           | PD/BA+A         | 0+3        | 0          | CB              | 0               | 0               |                    | -                  | -                  |             | -           | -           | 3      | 0      |
| 2021            | Bahia           | PD/BA+A         | 0          | 0          | CB              | 2               | 0               | CS                 | 3                  | 0                  | CdN         | 10          | 2           | 15     | 0      |
| Totale carriera | Totale carriera | Totale carriera | 3          | 0          |                 | 2               | 0               |                    | 3                  | 0                  |             | 10          | 2           | 18     | 2      |

## Palmarès

### Club

#### Competizioni statali
- Campionato Baiano: 1

Bahia: 2020

#### Competizioni regionali
- Copa do Nordeste: 1

Bahia: 2021